# Vera Spautz
Pour les articles homonymes, voir Spautz.
Vera Spautz, née le 1er mai 1963 à Esch-sur-Alzette (Luxembourg), est une femme politique luxembourgeoise, membre du Parti ouvrier socialiste luxembourgeois (LSAP).

## Biographie

### Activités professionnelles
Vera Spautz est membre du conseil d'administration de la Société nationale des habitations à bon marché (SNHBM) et présidente du département des femmes de la Confédération syndicale indépendante du Luxembourg (OGBL). Elle est également présidente du conseil d'administration du Centre hospitalier Émile-Mayrisch et de l'asbl Zarabina. Depuis juin 2016 elle préside l'asbl Capitale Européenne de la Culture 2022.

### Parcours politique
Membre du LSAP depuis 1993, Vera Spautz entame sa carrière politique en janvier 2000 lorsqu'elle fait son entrée au conseil communal de la ville d'Esch-sur-Alzette et par la même occasion au sein du collège échevinal. Elle exerce ses fonctions pendant près de treize ans avant d'être nommée bourgmestre de la commune en décembre 2013 lorsque Lydia Mutsch, son prédécesseur, entre au gouvernement. Elle n'est pas reconduite à la tête de cette magistrature après les élections communales et est remplacée en novembre 2017 par le chrétien-social Georges Mischo,.
À la suite des élections législatives du 13 juin 2004, elle rejoint la Chambre des députés pour la circonscription Sud où elle représente le LSAP. Elle y siège sans interruption jusqu'à sa démission pour des raisons personnelles, en fin d'année 2012.